# Almerico d'Este

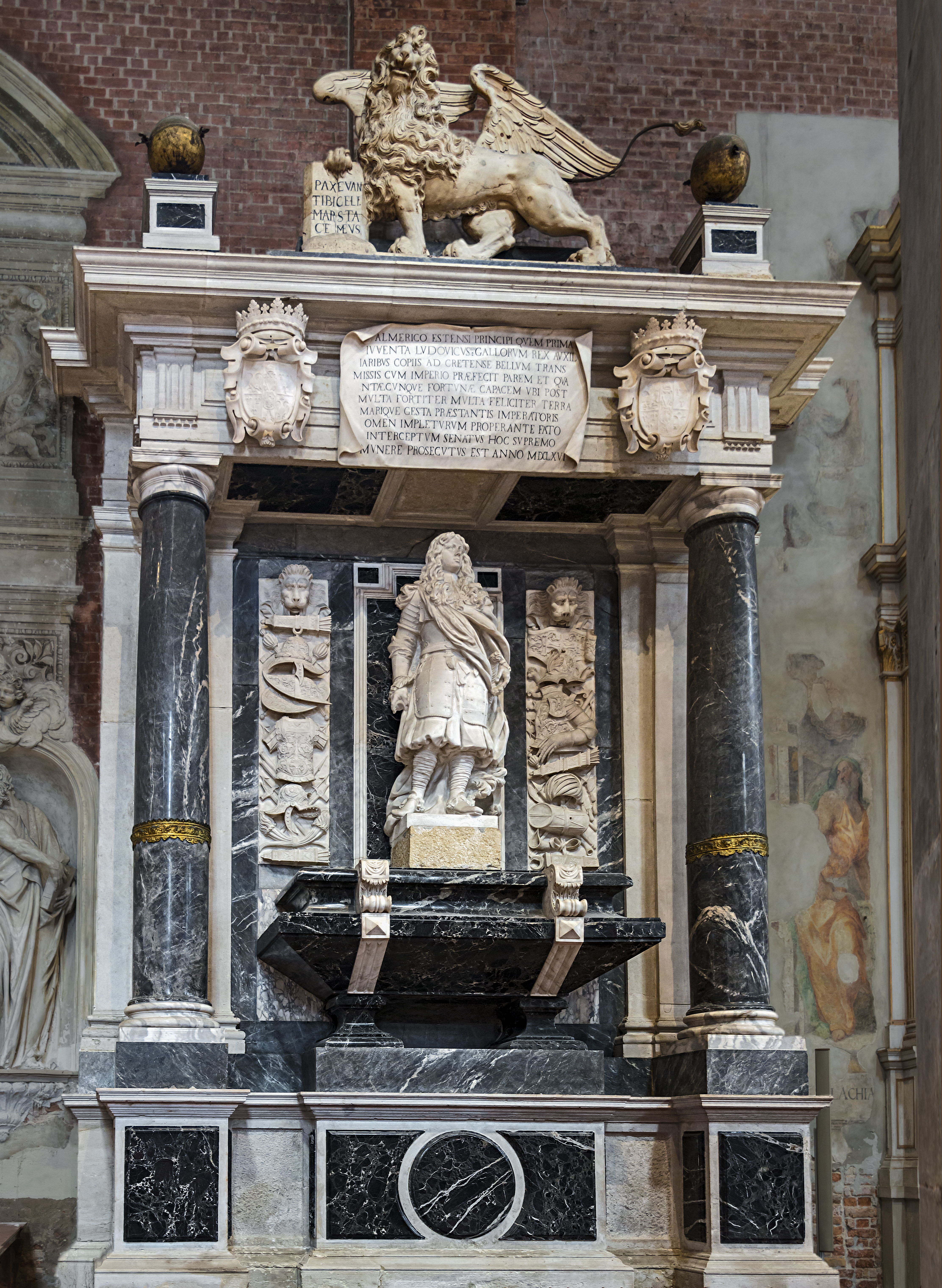
Chiesa dei Frari (Venezia) navata destra - Monumento funebre ad Almerico d'Este.

Almerico d'Este (Modena, 18 maggio 1641 – Paro, 14 novembre 1660) è stato un generale italiano, secondogenito di Francesco I e di Maria Farnese. Fu comandante di un corpo di spedizione francese inviato in aiuto ai veneziani durante la guerra di Candia (1645-1669). Morì poco dopo l'abbandono di tale comando.

## Biografia
All'età di quindici anni iniziò a seguire il padre nelle imprese guerresche, che furono tante. Ma principalmente ebbe notorietà nel segnalarsi nella campagna del 1658 e poi all'assedio di Mortara. Mortogli in padre, in quest'anno, Almerico si ritirò a Modena in attesa di un'occasione propizia per riprendere le armi.
Nel 1660, conclusasi la pace dei Pirenei, aiutò Venezia contro i Turchi, al comando di un corpo di milizie che il Mazzarino inviò in soccorso della Serenissima, durante la guerra di Candia.
Giunto a Cerigo Almerico ebbe l'incarico di assalire i forti di Calami, Calogero, Santa Veneranda e Apicorno. Condusse con irruenza la sua milizia ed ebbe la ventura di sorprendere gli ultimi due forti ed impossessarsene, obbligando Assan Bassà ad abbandonare le piazzeforti e a rifugiarsi a La Canea.
Nello stesso anno una febbre perniciosa, sopravvenuta improvvisamente, lo costrinse alla totale inerzia. Però appena convalescente, volle essere tra i primi a portare le sue milizie all'attacco della Canea, e sospinse con ordine e con veemenza i veneziani all'assalto, ma, per quanto osasse, non poté resistere all'enorme numero di nemici e fu sconfitto. Questo fatto non fece che indebolire la sua già precaria salute. Ritiratosi sull'isola di Paros, vi morì pochi giorni dopo, non ancora ventenne, nel 1660.
Egli fu onorato con un funerale di stato a Venezia, nella chiesa dei Frari. Il monumento funebre sulla tomba fu eretto a spese del Senato veneziano. Venne sepolto a Modena nella chiesa dei Cappuccini; nel 1881 le sue spoglie vennero traslate nella Chiesa di San Vincenzo, in città.

## Ascendenza
|                         |                    |                                 | Genitori                       |  |  | Nonni |  |  | Bisnonni      |  |  | Trisnonni      |  |
|                         |                    |                                 |                                |  |  |       |  |  | Cesare d'Este |  |  | Alfonso d'Este |  |
|                         |                    |                                 |                                |  |  |       |  |  | Cesare d'Este |  |  | Alfonso d'Este |  |
|                         |                    | Giulia Della Rovere             |                                |  |  |       |  |  | Cesare d'Este |  |  |                |  |
| Alfonso III d'Este      |                    |                                 |                                |  |  |       |  |  | Cesare d'Este |  |  |                |  |
|                         |                    | Virginia de' Medici             | Cosimo I de' Medici            |  |  |       |  |  |               |  |  |                |  |
|                         |                    | Virginia de' Medici             | Cosimo I de' Medici            |  |  |       |  |  |               |  |  |                |  |
|                         |                    | Virginia de' Medici             | Camilla Martelli               |  |  |       |  |  |               |  |  |                |  |
| Francesco I d'Este      |                    | Virginia de' Medici             |                                |  |  |       |  |  |               |  |  |                |  |
|                         |                    | Carlo Emanuele I di Savoia      | Emanuele Filiberto I di Savoia |  |  |       |  |  |               |  |  |                |  |
|                         |                    | Carlo Emanuele I di Savoia      | Emanuele Filiberto I di Savoia |  |  |       |  |  |               |  |  |                |  |
|                         |                    | Carlo Emanuele I di Savoia      | Margherita di Valois           |  |  |       |  |  |               |  |  |                |  |
| Isabella di Savoia      |                    | Carlo Emanuele I di Savoia      |                                |  |  |       |  |  |               |  |  |                |  |
|                         |                    | Caterina Michela d'Asburgo      | Filippo II di Spagna           |  |  |       |  |  |               |  |  |                |  |
|                         |                    | Caterina Michela d'Asburgo      | Filippo II di Spagna           |  |  |       |  |  |               |  |  |                |  |
|                         |                    | Caterina Michela d'Asburgo      | Elisabetta di Valois           |  |  |       |  |  |               |  |  |                |  |
| Almerico d'Este         |                    | Caterina Michela d'Asburgo      |                                |  |  |       |  |  |               |  |  |                |  |
|                         | Alessandro Farnese | Ottavio Farnese                 |                                |  |  |       |  |  |               |  |  |                |  |
|                         | Alessandro Farnese | Ottavio Farnese                 |                                |  |  |       |  |  |               |  |  |                |  |
|                         | Alessandro Farnese | Margherita d'Austria            |                                |  |  |       |  |  |               |  |  |                |  |
| Ranuccio I Farnese      | Alessandro Farnese |                                 |                                |  |  |       |  |  |               |  |  |                |  |
|                         |                    | Maria d'Aviz                    | Eduardo d'Aviz                 |  |  |       |  |  |               |  |  |                |  |
|                         |                    | Maria d'Aviz                    | Eduardo d'Aviz                 |  |  |       |  |  |               |  |  |                |  |
|                         |                    | Maria d'Aviz                    | Isabella di Braganza           |  |  |       |  |  |               |  |  |                |  |
| Maria Farnese           |                    | Maria d'Aviz                    |                                |  |  |       |  |  |               |  |  |                |  |
|                         |                    | Giovanni Francesco Aldobrandini | Giorgio Aldobrandini           |  |  |       |  |  |               |  |  |                |  |
|                         |                    | Giovanni Francesco Aldobrandini | Giorgio Aldobrandini           |  |  |       |  |  |               |  |  |                |  |
|                         |                    | Giovanni Francesco Aldobrandini | Margherita Del Corno           |  |  |       |  |  |               |  |  |                |  |
| Margherita Aldobrandini |                    | Giovanni Francesco Aldobrandini |                                |  |  |       |  |  |               |  |  |                |  |
|                         |                    | Olimpia Aldobrandini            | Pietro Aldobrandini            |  |  |       |  |  |               |  |  |                |  |
|                         |                    | Olimpia Aldobrandini            | Pietro Aldobrandini            |  |  |       |  |  |               |  |  |                |  |
|                         |                    | Olimpia Aldobrandini            | Flaminia Ferracci              |  |  |       |  |  |               |  |  |                |  |
|                         |                    | Olimpia Aldobrandini            |                                |  |  |       |  |  |               |  |  |                |  |